# DJ Skinhead
DJ Skinhead is het pseudoniem voor de in New York (VS) woonachtige Oliver Chesler, die onder meer terrorcore, darkcore, techno en Industrial hardcore maakt en produceert.
Ook hebben Lenny Dee, Alexander Chesler, Sal Mineo en Rob Ryan aan dit project meegewerkt.
Chesler is de platenbaas van Things To Come Records, een gerespecteerd technolabel. DJ Skinhead heeft vooral naamsbekendheid gemaakt door zijn track Extreme Terror en Fucking Hostile.

## Discografie

### Albums
| Album                                           | Label                       |
| ----------------------------------------------- | --------------------------- |
| Extreme Terror (Remixes) (12")                  | Cunt Records                |
| Extreme Terror (The Temper Tantrum Mixes) (12") | Industrial Strength Records |
| DJ Skinhead III (12")                           | Industrial Strength Records |
| Extreme Terror (2xLP)                           | Industrial Strength Records |
| Extreme Terror (CD)                             | Industrial Strength Records |

### Singles
| Single               |
| -------------------- |
| Extreme Terror       |
| Fuckin Hostile       |
| DJ Skinhead III      |
| The Ultimate Cumshot |

## Aliassen
Oliver Chesler maakt tevens muziek onder diverse aliassen als DJ Cybersnuff, DJ Silence, The Horrorist, Narcanosis en Oliver Chesler
Lenny Dee maakt tevens muziek onder diverse aliassen als The Brooklyn Boys, Knight Phantom, The Messenger en Leonardo DiDesiderio